# Portrait de Julien de Médicis (Bergame)
Pour les articles homonymes, voir Portrait de Julien de Médicis.
Le portrait de Julien de Médicis (en italien : Ritratto di Giuliano de’ Medici) est une peinture de Sandro Botticelli, une tempera et sur bois (54 × 36 cm) datant de 1478-1480 environ, conservée à l'Académie Carrara à Bergame.
Il existe deux autres versions de cette peinture : une conservée à Berlin  et une à Washington.

## Histoire
L'identité du personnage représenté est Julien de Médicis, le frère cadet de Laurent de Médicis « Laurent le Magnifique ». Julien fut tué pendant la conjuration des Pazzi qui en 1478 tenta de soustraire Florence de la domination des Médicis, ceci avec l'aide du pape Sixte IV et d'autres princes italiens. Le complot se solda par un échec, Laurent de Médicis ayant échappé à l'attentat et les assassins arrêtés.
Botticelli a été appelé juste après la conspiration  afin de peindre les effigies des conjurés condamnés par contumace comme des pendus accrochés aux murs du palazzo Vecchio, côté porte de la Douane. 
Par la même occasion, Botticelli a probablement peint le portrait de Julien, au moins un du vivant de ce dernier et peut-être un ou plusieurs autres après sa mort en s'inspirant de son  masque mortuaire, comme suggéré par les paupières fermées, ainsi que des copies pour d'autres personnages qui voulaient un portrait en souvenir du jeune défunt.
Les trois versions qui nous sont parvenues sont toutes d'origine incertaine et le débat sur le tableau original et les copies ne fait pas l'unanimité parmi les chercheurs et critiques d'art car la surface peinte n'est pas en très bon état et ne permet pas une évaluation certaine.

## Description
Le portrait de Bergame est habituellement indiqué comme le premier de la série à cause de sa forme intermédiaire entre la complexité de celui de Washington et la simplicité de celui de Berlin. 
L'œuvre représente le buste de Julien de Médicis dont la tête est tournée de trois-quarts vers la droite, avec en arrière-plan une fenêtre dont la ligne de seuil se situe au niveau du col du personnage et ouverte sur un ciel bleu azur s'éclaircissant à l'horizon. De fait la fenêtre claire encadre la tête de Julien aux couleurs plus accentuées et la met en valeur par contraste.
Comme dans les deux autres tableaux, il est représenté de trois-quarts avec la tête fortement tournée vers la droite qui le rend presque de profil. Son front comporte un sillon en son centre ; le nez aquilin et pointu ; la chevelure abondante, noire et frisée ; le menton peu prononcé ; la lèvre supérieure fine et celle inférieure charnue ; les yeux pratiquement fermés ; le regard mélancolique dirigé vers le bas. 
L'habillement est typique de la riche bourgeoisie florentine de l'époque, avec une veste rouge bordée de pelisse et une chemise verdâtre dont on aperçoit uniquement les manches.
La physionomie générale rendue est celle d'un personnage altier ayant conscience de sa haute position sociale. 

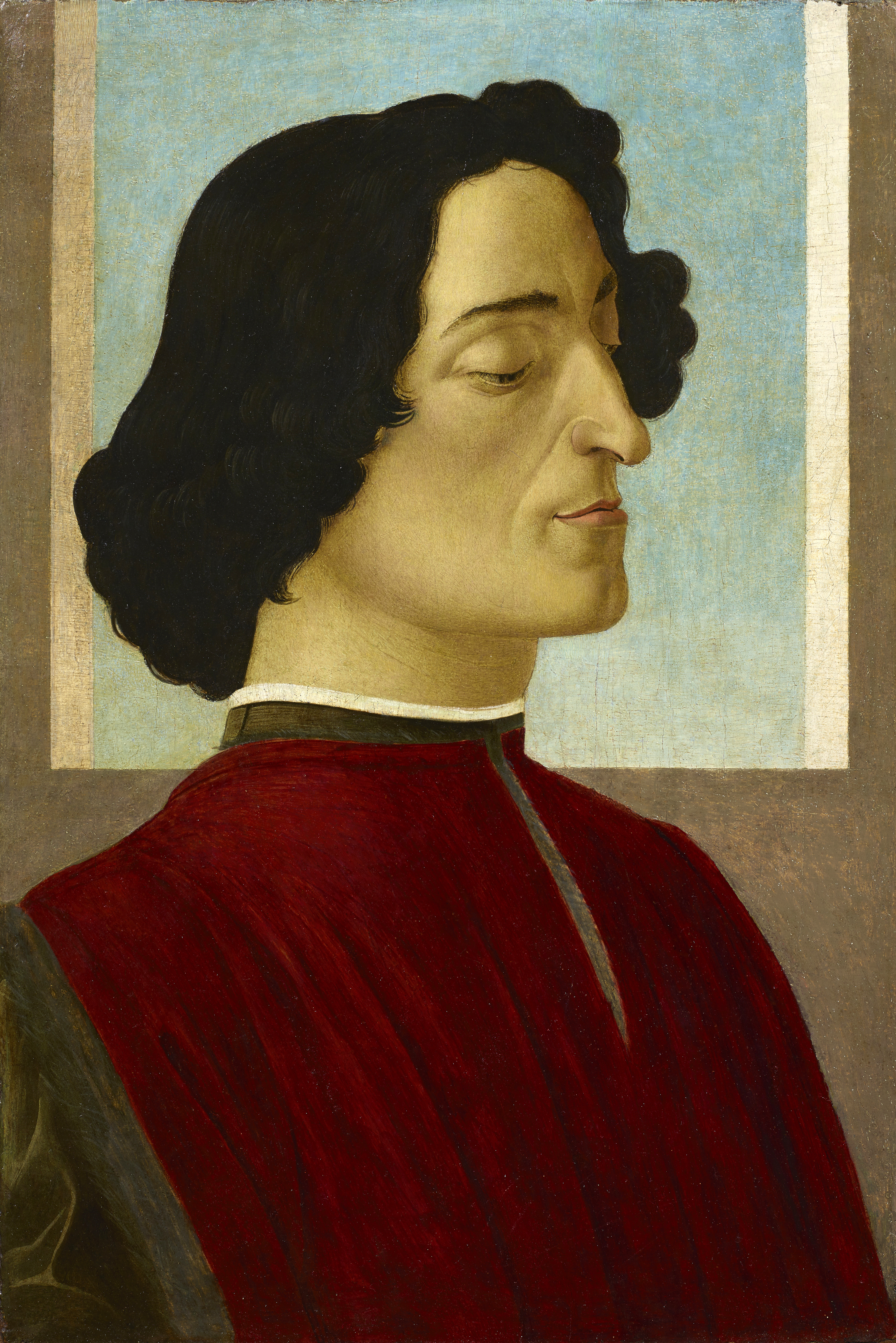
Portrait de Bergame.
Portrait de Washington.
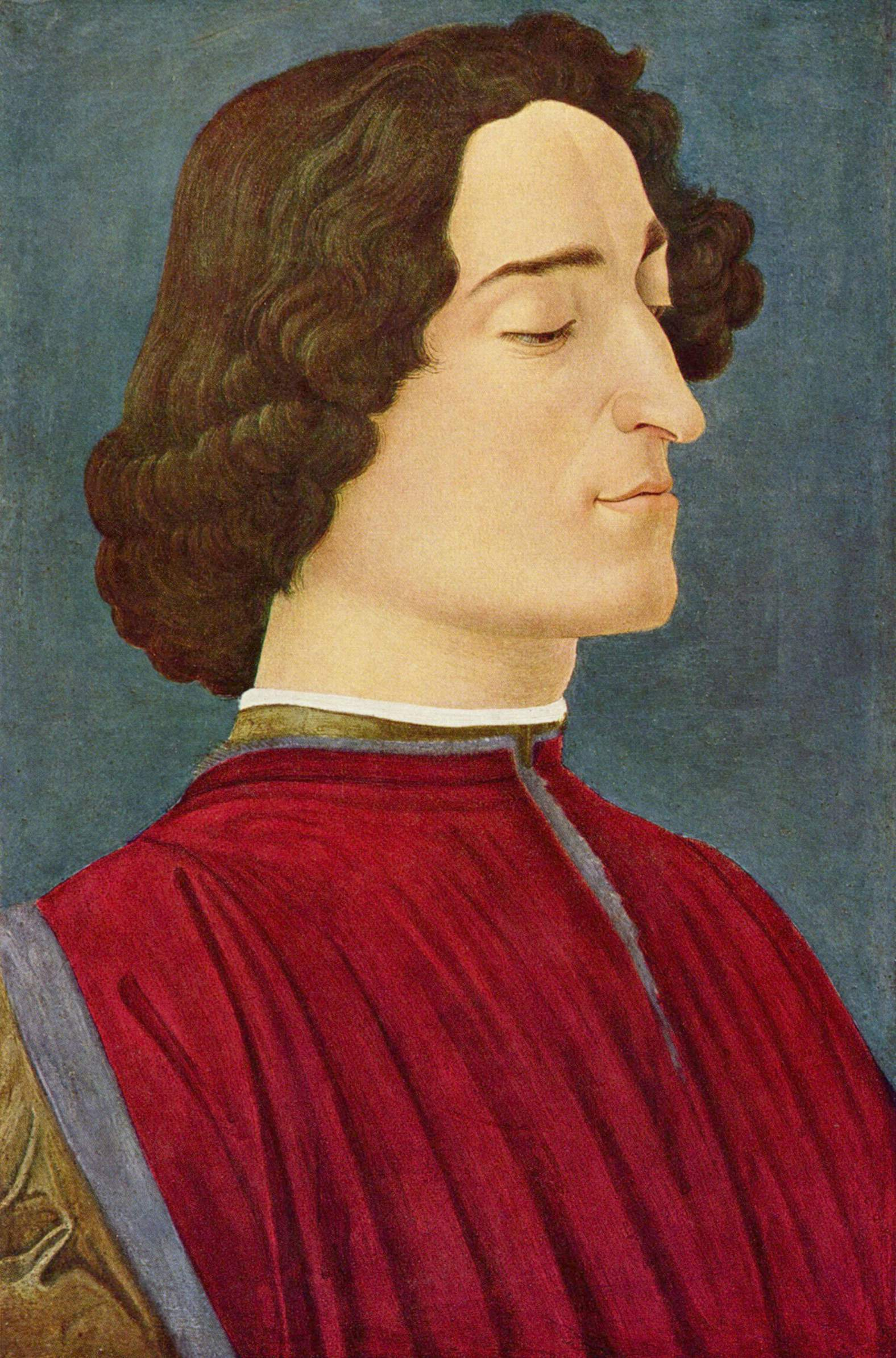
Portrait de Berlin.